# Henk van Rijnsoever
Henk van Rijnsoever (* 6. listopadu 1952, Utrecht) je bývalý nizozemský fotbalista, obránce.

## Fotbalová kariéra
Začínal v týmu USV Elinkwijk. V nizozemské lize hrál za AZ Alkmaar, nastoupil ve 165 ligových utkáních a dal 12 gólů. S Alkmaarem získal v roce 1981 mistrovský titul a v letech 1978 a 1981 Nizozemský fotbalový pohár. V Poháru vítězů pohárů nastoupil ve 2 utkáních a v Poháru UEFA nastoupil ve 4 utkáních a dal 1 gól. Za nizozemskou reprezentaci nastoupil v roce 1975 v přátelském utkání v Jugoslávii. Byl členem nizozemské reprezentace na Mistrovství Evropy ve fotbale 1976, kde Nizozemí získalo bronzové medaile za 3. místo, ale v utkání nenastoupil.

## Ligová bilance
| Ročník                    | Zápasy | Góly | Klub       |
| ------------------------- | ------ | ---- | ---------- |
| Eredivisie 1974/1975      | 19     | 2    | AZ Alkmaar |
| Eredivisie 1975/1976      | 30     | 2    | AZ Alkmaar |
| Eredivisie 1976/1977      | 34     | 3    | AZ Alkmaar |
| Eredivisie 1977/1978      | 28     | 1    | AZ Alkmaar |
| Eredivisie 1978/1979      | 19     | 1    | AZ Alkmaar |
| Eredivisie 1979/1980      | 15     | 1    | AZ Alkmaar |
| Eredivisie 1980/1981      | 3      | 1    | AZ Alkmaar |
| Eredivisie 1981/1982      | 0      | 0    | AZ Alkmaar |
| CELKEM 1. nizozemská liga | 165    | 12   |            |